# 聖ピオ十世会総長
聖ピオ十世会総長 (英:Superior General of the Society of Saint Pius X)とは、1970年にマルセル・ルフェーブル大司教によって創設された聖伝主義修道会である聖ピオ十世会を統括する長を指す。

## 歴史
聖ピオ十世会は1970年に創設され、ルフェーブル大司教が暫定総長に就任した。大司教により聖ピオ十世会憲章(constitution)が執筆された。
聖ピオ十世会は12年毎に、新総長を推戴する、もしくは、現総長を再任するための会議を、general chapterにて開催する。衰退された総長は、スイスのメツィンゲンにある聖ピオ十世会総長館(SSPX General House)に居住する。

## 現総長
2018年7月11日、現総長であるダヴィデ・パリャラーニが、前任者であるベルナール・フェレー司教を引き継ぐかたちで、12年の任期で聖ピオ十世会総長に推戴された。パリャラーニは1996年に司祭に叙階されている。

## 歴代総長
| No. | 氏名                         | 肖像写真 | 就任年 | 出身地                   |
| --- | ---------------------------- | -------- | ------ | ------------------------ |
| 1   | マルセル・ルフェーブル       |          | 1970   | フランス、トゥールコワン |
| 2   | フランツ・シュミットバーガー |          | 1982   | ドイツ、リートリンゲン   |
| 3   | ベルナール・フェレー         |          | 1994   | スイス、シエール         |
| 4   | ダヴィデ・パリャラーニ       |          | 2018   | イタリア、リミニ         |

## 参照
1. ↑  “The General Chapter”. General House (2014年9月12日). 2023年4月24日閲覧。
2. ↑  “The SSPX: A Work of the Church”. General House (2012年1月11日). 2023年4月24日閲覧。
3. ↑  “Davide Pagliarani, nouveau supérieur général de la Fraternité Saint-Pie-X” (2018年7月12日). 2023年4月24日閲覧。
4. ↑  “New Superior of the SSPX - Father Davide Pagliarini”. gloria.tv (2018年7月11日). 2023年4月24日閲覧。
5. ↑  “New superior general elected by SSPX”. Catholic News Agency. 2023年4月24日閲覧。